# 下佩尼亚梅列拉
下佩尼亚梅列拉（西班牙語：Peñamellera Baja），是西班牙阿斯图里亚斯的一个市镇。总面积84平方公里，总人口1560人（2001年），人口密度19人/平方公里。